# Green Valley Ranch
Green Valley Ranch là một khu nghỉ dưỡng và sòng bạc nằm trong cộng đồng cùng tên ở Henderson, Nevada. Nó do tập đoàn Station Casinos sở hữu và vận hành, bao gồm một sòng bạc có diện tích lên đến 143,891 feet vuông. Kế hoạch xây dựng khu nghỉ dưỡng này ban đầu được công ty American Nevada Corporation đề xuất và được thành phố chấp thuận vào năm 1996. Ngoài việc xây dựng khách sạn và sòng bạc, công ty còn dự định xây dựng một dự án kết hợp khác đi kèm.
Công việc xây dựng bắt đầu vào năm 2000 sau khi American Nevada hợp tác với Station Casinos, người sẽ cùng chia sở hữu và điều hành tài sản này. Green Valley Ranch chính thức mở cửa vào ngày 18 tháng 12 năm 2001, với tổng cộng 201 phòng và một sòng bạc có diện tích lên đến 50,000 feet vuông. Mặc dù nằm trong danh mục sòng bạc dành cho người dân địa phương, khu nghỉ dưỡng được thiết kế với phong cách tinh tế. Với tổng chi phí xây dựng lên tới 300 triệu đô la, đây là dự án khu nghỉ dưỡng đắt đỏ nhất của Station Casinos cho đến thời điểm đó và cũng là sòng bạc dành cho người dân địa phương đắt đỏ nhất trong lịch sử Las Vegas. Ngoài các nhà hàng đa dạng, khu nghỉ dưỡng còn có một rạp chiếu phim Regal Cinemas và một spa.
Dự án kết hợp khác của American Nevada cũng đã được mở cửa trên mảnh đất kế cận vào năm 2004 với tên gọi The District at Green Valley Ranch. Sau đó, vào năm 2005, khách sạn đã được mở rộng thêm, nâng tổng số phòng lên 497. Station Casinos đã thay đổi thành sở hữu toàn bộ khu nghỉ dưỡng vào tháng 6 năm 2011.

## Nghệ sĩ Biểu diễn
Vào tháng 12 năm 2004, một nơi diễn nhạc mang tên Trung tâm Sự kiện Lớn được mở ra. Vào tháng 5 năm 2007, một nơi biểu diễn khác, gọi là Hội trường Ovation, được mở cửa với sức chứa cho 500 người. Nơi này thường tổ chức các buổi biểu diễn miễn phí. Ban nhạc Sin City Sinners bắt đầu biểu diễn thường xuyên tại Ovation từ năm 2009. Một năm sau đó, khu nghỉ dưỡng được trao giải "sòng bạc của năm" bởi Học viện Âm nhạc Nước Mỹ, nhờ việc tổ chức các buổi biểu diễn của các nghệ sĩ nhạc đồng quê như Blake Shelton, Lady Antebellum, Montgomery Gentry và Toby Keith. Ngoài ra, còn có những nghệ sĩ biểu diễn nổi tiếng khác như The Fixx, Julio Iglesias, Asia, và Michael Grimm. Tuy nhiên, vào tháng 11 năm 2012, Ovation đã đóng cửa, và được thay thế bằng phòng bingo.